# Kung Fu Panda: Llegendes increïbles
Kung Fu Panda: Llegendes increïbles (originalment en anglès Kung Fu Panda: Legends of Awesomeness), és una sèrie d'animació per ordinador basada en les pel·lícules de DreamWorks, Kung Fu Panda. La sèrie va començar a transmetre's en Nickelodeon el 7 de novembre del 2011. El xou segueix la història de Po, qui fa diferents aventures i grans missions per arribar ser el millor Guerrer Drac. Nickelodeon va confirmar la sèrie l'any 2010, però la seva estrena oficial va ser en 2011. Fins al moment s'han confirmat 52 episodis per al xou, però es va confirmar una tercera temporada. A Espanya dos avançaments especials previs van sortir el 19 de setembre de 2011, i el segon va sortir el 21 d'octubre de 2011. La seva estrena oficial va ser el 7 de novembre de 2011. A Catalunya la sèrie s'ha emès al Canal Super 3 i al SX3.

## Producció
Nickelodeon va declarar tenir "grans plans per al programa", donant a la sèrie un addicional de 26 episodis, sumant un total de 52. Aquests es faran en Dreamworks Animation SKG utilitzant la generada pel mateix ordinador i procés que la pel·lícula original, amb en Po en el paper principal. En l'actualitat, no és oficial i títols dels episodis i moltes parcel·les s'han anunciat. No obstant això, Nickelodeon Animation Studios va visitar i va mostrar el resultat dels estudis d'enregistrament i més tard en blocs que semblava que els episodis no estan escrites exclusivament pel valor de comèdia, sinó que s'han basat en un argument de la història similar a les pel·lícules.

## Sinopsi
La sèrie explica les aventures del Mestre Po, com s'entrena, protegeix, lluita, ensenya, aprèn, ensopega, parla massa, i també com duu a terme la seva nova vida d'heroi a la Vall de la Pau. Ara en la caserna amb els Cinc Furiosos, Po haurà d'afrontar moltes noves responsabilitats, els seus molts nous i vells adversaris, moltes lliures a l'educació contínua i les aventures del Guerrer del Drac també. En Po ha de lluitar contra diferents vilans per mostrar-li al món les seves destreses i salvar-los del mal i així mantenir en alt que ell és el millor "Guerrer del Drac".

## Personatges
- Po: Un panda amb una actitud infantil i divertida.També és el Guerrer del Drac, el seu somni sempre va ser conèixer als 5 furiosos.

- Shifu: Un panda vermell, successor del mestre Oogway, és molt estricte i ordenat, per la qual cosa li costa molt treball entrenar a Po.

- Tigressa: És frígida i tancada amb els altres, però és la millor dels 5 furiosos. Mai reconeixeria que li agrada l'amistat que manté amb Po, i fins i tot és possible que tingui sentiments cap aquest per diversos senyals que s'han donat, sobretot en els últims capítols, i per la gran evolució afectiva que ha mostrat cap al panda al llarg de la sèrie.

- Mico: El més flexible i obert dels 5 furiosos, és el millor amic de Po, però el seu millor amic és el Pregadeu.

- Escurçó: La més ràpida i disciplinada dels 5 furiosos, és molt propera a Shifu i és el que millor comprèn a Po.

- Pregadeu: El més petit, però més hàbil dels 5 furiosos, sempre dona suport a la Tigressa.

- Grua: El més equilibrat dels 5 furiosos, la Tigressa sempre li fa alguna cosa dolenta, però sense voler.

- Sr. Ping: Una oca. És el pare adoptiu de Po, ja que se'l va trobar en un calaix de raves, té un restaurant de fideus al poble.

## Llista d'episodis

### Temporada 1
| Núm. | Títol                                                             | Dirigit per                    | Escrit per               | Data d'estrena         | Data d'estrena a Catalunya |
| --- | ----------------------------------------------------------------- | ------------------------------ | ------------------------ | ---------------------- | -------------------------- |
| 1 | «La picada de l'escorpí» «Scorpion's Sting»                       | Jim Schumann                   | Doug Langdale            | 19 de setembre de 2011 | 7 de gener de 2017         |
| El Po i el Mico han de trobar una orquídia sagrada que només creix a la Vall de l'Escorpí per curar la malaltia que pateix la Tigressa. Però l'Escorpí malvat hipnotitza el Mico perquè acabi amb el Po. |                                                                   |                                |                          |                        |                            |
| 2 | «La princesa i el panda» «The Princess and the Po»                | Jim Schumann                   | Doug Langdale            | 21 d'octubre de 2011   | 7 de gener de 2017         |
| El Po, la Tigressa i el Pregadeu han d'escortar la filla de l'emperador, la princesa Mei Li, al regne de Qidan en una visita per reforçar els llaços d'amistat entre els dos pobles. Quan descobreix l'autèntica naturalesa de la missió, el Po s'hi rebel·la. |                                                                   |                                |                          |                        |                            |
| 3 | «Una situació enganxosa» «Sticky Situation»                       | Gabe Swarr                     | Scott Kreamer            | 7 de novembre de 2011  | 8 de gener de 2017         |
| El Po prepara uns farcellets pel Pregadeu, molt desanimat perquè l'ha deixat la nòvia. Però li queden molt enganxosos i sense voler-ho acaba destrossant la sala d'entrenament. El panda descobreix que la va construir el Taotie i decideix demanar-li ajuda, sense saber que l'inventor és un vell enemic del Shifu. |                                                                   |                                |                          |                        |                            |
| 4 | «Una reacció en cadena» «Chain Reaction»                          | Michael Mullen                 | Kevin Seccia             | 8 de novembre de 2011  | 8 de gener de 2017         |
| El Po i la Tigressa han de portar al Shifu una estàtua de l'Oogway amb un robí incrustat. De camí, els ataca una colla de bandits i els lliguen amb unes cadenes i uns grillons. Per recuperar l'estàtua i el robí han d'aprendre a treballar en equip. |                                                                   |                                |                          |                        |                            |
| 5 | «El moviment de dits esborramemoria» «Fluttering Finger Mindslip» | Jim Schumann                   | Jessica Gao              | 9 de novembre de 2011  | 14 de gener de 2017        |
| Remenant els Pergamins Sagrats, el Po descobreix un moviment secret poc conegut que causa la pèrdua de la memòria a curt termini de les seves víctimes. Sense voler, el Po esborra la memòria de l'Escurçó i després fa servir la tècnica amb tots els Cinc Furiosos per aprofitar-se d'ells. |                                                                   |                                |                          |                        |                            |
| 6 | «Cocodril bo, Cocodril dolent» «Good Croc, Bad Croc»              | Michael Mullen                 | Scott Kreamer            | 10 de novembre de 2011 | 14 de gener de 2017        |
| El Fung, un cocodril bandit, ajuda el Po a sortir d'un forat. El Po accedeix a tornar-li el favor. El Fung li demana que li doni un cop de mà per salvar el seu germà que, segons ell, tenen segrestat i empresonat al castell del Jong. Per desgràcia pel Po, el favor que havia de tornar al cocodril s'acaba convertint en una altra cosa.                                                                                              |                                                                   |                                |                          |                        |                            |
| 7 | «L’heroi torna a casa» «Hometown Hero»                            | Juan Meza-Leon                 | Kevin Seccia             | 11 de novembre de 2011 | 15 de gener de 2017        |
| El Pregadeu rep un missatge urgent en què una antiga nòvia li demana que vagi al seu poble. El Pregadeu no vol que l'acompanyi ningú, però el Shifu demana al Panda que el segueixi sense que se n'adoni. El Pregadeu no triga a descobrir el Panda i quan hi arriben, el Guerrer del Drac s'adona que el seu amic no ha dit exactament la veritat als del seu poble.                                                                      |                                                                   |                                |                          |                        |                            |
| 8 | «Tornaré» «Owl Be Back»                                           | Michael Mullen                 | Doug Langdale            | 26 de novembre de 2011 | 15 de gener de 2017        |
| El Po descobreix que el membre més fort dels Cinc Furiosos s'acaba tornant sempre dolent. Com que té por de fer mal als seus amics, abandona la Vall de la Pau i se'n va a veure la Fenghuang, una antiga membre dels Cinc Furiosos que va caure a les urpes del mal i va haver de fugir del Palau de Jade. |                                                                   |                                |                          |                        |                            |
| 9 | «El Po dolent» «Bad Po»                                           | Luther McLaurin i Jim Schumann | Jon Ross                 | 26 de novembre de 2011 | 21 de gener de 2017        |
| El Po, desobeint el mestre Shifu, es mira al Mirall Místic del Yin i el Yang. Immediatament comença a comportar-se de manera estranya. Què ha passat? El Mirall ha separat el Po en dos: un simpàtic i amable, l'altre dolent i violent. Podran els Cinc Furiosos amb l'ajuda del Shifu recuperar el Po de tota la vida? |                                                                   |                                |                          |                        |                            |
| 10 | «La venjança del rinoceront» «Rhino’s Revenge»                    | Michael Mullen                 | Scott Kreamer            | 27 de novembre de 2011 | 21 de gener de 2017        |
| Al poble celebren el dia del Guerrer del Drac i el Po es fa amic del Hundun, un rinoceront que ha perdut la feina, la casa, la dona i els fills. El Po està decidit a ajudar el seu amic a refer la seva vida, però llavors descobreix que l'objectiu secret del rinoceront és destruir el Guerrer del Drac. |                                                                   |                                |                          |                        |                            |
| 11 | «A ulls clucs» «Sight for Sore Eyes»                              | Juan Meza-Leon                 | Doug Langdale            | 27 de novembre de 2011 | 22 de gener de 2017        |
| El Junjie i el Chao són dos mestres de kung-fu que fan una visita al Palau de Jade per comprovar com li van les coses al mestre Shifu. Els tres mestres fan un combat cerimonial d'entrenament en què no poden estar presents els alumnes. Però el Po desobeeix el Shifu i fa que expulsin del palau el seu mestre i els Cinc Furiosos. |                                                                   |                                |                          |                        |                            |
| 12 | «El dia del repte» «Challenge Day»                                | Jim Schumann                   | Scott Kreamer            | 16 de desembre de 2011 | 22 de gener de 2017        |
| El Po queda parat quan el Shifu li diu que és el Dia del Repte. Aquell qui derroti el Po en combat abans no es pongui el sol, es convertirà en el nou Guerrer del Drac. Per complicar les coses, el Hundun, el rinoceront obsessionat a venjar-se del Po, s'escapa de la presó de Chor Ghom. |                                                                   |                                |                          |                        |                            |
| 13 | «Els fans del Po» «Po Fans Out»                                   | Juan Meza-Leon                 | Kevin Seccia             | 21 d'octubre de 2011   | 28 de gener de 2017        |
| El Po descobreix que té un club de fans i per impressionar els seus membres allibera un ésser sobrenatural, el Dimoni del Puny Mongol, per poder ensenyar-los com el guanya en un combat. Però les coses no surten tal com el Guerrer del Drac esperava i el Po ha d'enginyar-se-les per vèncer el Dimoni i salvar el poble i els seus fans.                                                                                               |                                                                   |                                |                          |                        |                            |
| 14 | «El meu yao preferit» «My Favourite Yao»                          | Luther McLaurin                | Joshua Hamilton          | 30 de desembre de 2011 | 28 de gener de 2017        |
| Al Palau de Jade reben un convidat especial. Els visita el mestre Yao, per qui el Shifu sent una gran admiració. El mestre Yao arriba tancat en una caixa amb instruccions que no el molesti ningú. Però el Shifu no pot evitar-ho i obre la caixa. El mestre Yao acaba sent segrestat pel Temutai i el Shifu demana al Po que l'ajudi a rescatar-lo.                                                                                      |                                                                   |                                |                          |                        |                            |
| 15 | «La fiblada de l’amor» «Love Stings»                              | Juan Meza-Leon                 | Joshua Hamilton          | 2 d'abril de 2012      | 29 de gener de 2017        |
| El pare del Po li demana que li doni un cop de mà per preparar els pastissets de lluna per la Festa de la Tardor. El Po li diu que aquest any no podrà ajudar-lo a causa de les obligacions que té com a Guerrer del Drac. Perquè el seu pare no se senti sol, el Po li busca una nòvia, però descobreix que ja en té. Per desgràcia, al Po l'alegria li dura ben poc quan descobreix qui és la misteriosa dama.                           |                                                                   |                                |                          |                        |                            |
| 16 | «Quina creu de trofeu!» «Hall of Lame»                            | Juan Meza-Leon                 | Kevin Seccia             | 3 d'abril de 2011      | 29 de gener de 2017        |
| El Po ha de trobar un trofeu genial pel Saló dels Herois si no vol que tot el poble es rigui d'ell en la pròxima Cerimònia del Guerrer. Un nen li demana que l'ajudi a buscar un conillet de peluix i el Po, a contracor, decideix donar-li un cop de mà sense saber el que realment és el nino i per què el Jong té tant d'interès pel peluix.                                                                                            |                                                                   |                                |                          |                        |                            |
| 17 | «Un panda a la garjola» «Jailhouse Panda»                         | Michael Mullen                 | Doug Langdale I Jon Ross | 18 de novembre de 2011 | 4 de febrer de 2017        |
| El Shifu ensenya al Po les pedres de transformació, que et converteixen en la persona que vols. Per descobrir el pla del Tong Fo, un criminal malvat que vol destruir la Vall de la Pau, el Po fa servir una de les pedres per fer-se passar per un pres a la presó de Chor Gom, on és presoner el Tong Fo, que és l'únic que sap on s'amaga el Martell de Guerra Sagrat de Lei Lang, que confereix al seu propietari un poder devastador. |                                                                   |                                |                          |                        |                            |
| 18 | «El Po fa de germà gran» «Big Bro Po»                             | Lane Lueras                    | Doug Langdale            | 2 de desembre de 2011  | 4 de febrer de 2017        |
| Després d'enviar el Taotie a la presó, el Po es veu obligat a cuidar el Biao Zao, el fill del malvat que vol destruir el Palau de Jade. El Po intenta fer-se amic del petit senglar, però pot confiar en ell o en realitat el Biao Zao segueix el joc al Guerrer del Drac per acabar-lo traint? |                                                                   |                                |                          |                        |                            |
| 19 | «El mestre Ping» «Master Ping»                                    | Michael Mullen                 | Paul Rugg                | 28 de novembre de 2011 | 5 de febrer de 2017        |
| Després d'una lluita amb tres malvats, el restaurant del senyor Ping queda del tot destrossat. A contracor, el Po convida el seu pare a quedar-se al Palau de Jade fins que arreglin el restaurant. Però el caràcter del senyor Ping acaba traient de polleguera el Po, el Shifu i els Cinc Furiosos. |                                                                   |                                |                          |                        |                            |
| 20 | «El fantasma de l’Oogway» «Ghost of Oogway»                       | Lane Lueras i Luther McLaurin  | Kevin Seccia             | 29 de novembre de 2011 | 5 de febrer de 2017        |
| Al Po se li apareix el fantasma de l'Oogway, que li diu que es prengui les coses amb calma, encara que hagi d'ignorar els consells del Shifu. Mestre i deixeble acaben xocant i el Shifu se'n va del Palau de Jade. La sorpresa arriba quan es descobreix l'autèntica identitat del fantasma de l'Oogway. |                                                                   |                                |                          |                        |                            |
| 21 | «Un pare estafador» «Father Crime»                                | Michael Mullen                 | Doug Langdale            | 4 d'abril de 2012      | 11 de febrer de 2017       |
| El Shirong, el pare del Shifu, és un lladre i un estafador. Després de molts anys de no veure el seu fill, va al Palau de Jade, però el Shifu desconfia immediatament de la seva visita i el fa fora del Palau. El Po intenta de totes totes unir pare i fill... amb resultats inesperats. |                                                                   |                                |                          |                        |                            |
| 22 | «Kung Fu Kid» «The Kung Fu Kid»                                   | Juan Meza-Leon                 | Scott Kreamer            | 30 de novembre de 2011 | 11 de febrer de 2017       |
| El Peng, un petit prodigi del kungfu, guanya el torneig d'arts marcials de la Festa de la Pau. El Po el convida il·lusionat a entrenar-se al Palau de Jade, però la seva il·lusió s'apaga i es posa gelós quan comprova que tothom fa més cas al petit mestre que al Guerrer del Drac. |                                                                   |                                |                          |                        |                            |
| 23 | «Les dames de l’Ombra» «Ladies of the Shade»                      | Michael Mullen                 | Joshua Hamilton          | 1 de desembre de 2011  | 12 de febrer de 2017       |
| El Po es fa amic de la Song, una ballarina que forma part de les Dames de l'Ombra, una companyia de dansa. Però el Guerrer del Drac no sap que, en realitat, són una colla de lladres. Quan al Palau de Jade desapareix el Calze del Drac del Shifu, el Po, acompanyat de l'Escurçó i el Grua, va al cau de les lladres on, disfressat, intenta infiltrar-se a la banda per recuperar l'objecte robat.                                     |                                                                   |                                |                          |                        |                            |
| 24 | «Vells al rescat» «In With the Old»                               | Michael Mullen                 | Kevin Seccia             | 16 de gener de 2012    | 12 de febrer de 2017       |
| l Po i els Cinc Furiosos es preparen per anar a veure un mestre de kung-fu que els ha d'ensenyar a volar. Però a última hora el pare del Guerrer del Drac el crida perquè diu que té una urgència: està jugant al mahjong amb un parell d'amics i els falta un jugador. Quan una colla de búfals ataca el Palau de Jade, el Po acaba rebent una ajuda inesperada.                                                                          |                                                                   |                                |                          |                        |                            |
| 25 | «Un mico pel mig» «Monkey in the Middle»                          | Lane Lueras                    | Gene Grillo              | 5 d'abril de 2012      | 18 de febrer de 2017       |
| La vall de la Pau pateix una onada de robatoris i el Shifu encarrega al Po, a la Tigressa i al Pregadeu que intentin descobrir qui és el lladre. Totes les pistes semblen indicar que el Mico és al darrere dels robatoris. Però el Po confia en el seu amic, no creu que sigui el culpable i acaba trobant l'autèntic responsable de tot.                                                                                                 |                                                                   |                                |                          |                        |                            |
| 26 | «L’heroi caigut» «Has-Been Hero»                                  | Gabe Swarr                     | Kevin Seccia             | 31 de març de 2012     | 18 de febrer de 2017       |
| Kwan l'Immortal, l'heroi de tota la vida del Po, arriba a la Vall de la Pau per fer-hi un combat d'exhibició de kung-fu. Però l'heroi és un home vell i acabat i demana al Po que es deixi guanyar per poder tornar a ser famós. El Kwan, però, té un altre motiu per derrotar el Guerrer del Drac. |                                                                   |                                |                          |                        |                            |

### Temporada 2
| Núm. | Títol                                                                     | Dirigit per                   | Escrit per     | Data d'estrena         | Data d'estrena a Catalunya |
| --- | ------------------------------------------------------------------------- | ----------------------------- | -------------- | ---------------------- | -------------------------- |
| 27 | «La guarderia de Kung Fu» «Kung Fu Day Care»                              | Juan Meza-Leon                | Doug Langdale  | 16 d'abril de 2012     | 1 de maig de 2017          |
| La Tigressa i el Po salven el Zan, un nen de quatre anys que els cocodrils han segrestat per demanar-ne un rescat. El Zan s'encapritxa de la Tigressa i el Shifu li encarrega que el vigili mentre els altres Cinc Furiosos busquen els pares del menut. La Tigressa accepta l'encàrrec de mal grat. |                                                                           |                               |                |                        |                            |
| 28 | «El pregadeu maltès» «The Maltese Mantis»                                 | Michael Mullen                | Paul Rugg      | 17 de gener de 2013    | 1 de maig de 2017          |
| La Tigressa i el Po salven el Zan, un nen de quatre anys que els cocodrils han segrestat per demanar-ne un rescat. El Zan s'encapritxa de la Tigressa i el Shifu li encarrega que el vigili mentre els altres Cinc Furiosos busquen els pares del menut. La Tigressa accepta l'encàrrec de mal grat. |                                                                           |                               |                |                        |                            |
| 29 | «El Po més perillós» «The Most Dangerous Po»                              | Michael Mullen                | Gene Grillo    | 13 d'octubre de 2012   | 2 de maig de 2017          |
| El Po rep una invitació per visitar a la seva fortalesa el general Tsin, un famós heroi de guerra, ídol de la seva joventut i gran benefactor del Palau de Jade. Un cop allà descobreix que al general retirat li falta un bull i el Guerrer del Drac ha de triar entre el que li diu la consciència i la seva admiració pel general. |                                                                           |                               |                |                        |                            |
| 30 | «La Grua penjant d'un fil» «Crane on a Wire»                              | Lane Lueras                   | Gene Grillo    | 24 de gener de 2013    | 2 de maig de 2017          |
| El Po recull donatius per ajudar a obrir un nou hospital infantil. Per arreplegar més diners se li acut muntar una subhasta en què els habitants de poble oferiran diners a canvi de passar un dia amb el seu guerrer del Palau de Jade preferit. La Grua fa el ridícul en l'acte benèfic i el Po intenta ajudar-lo perquè recuperi la confiança. |                                                                           |                               |                |                        |                            |
| 31 | «L'esquena del Shifu» «Shifu's Back»                                      | Michael Mullen                | Paul Rugg      | 14 de gener de 2013    | 3 de maig de 2017          |
| El Po cau sobre el Shifu i, sense voler, li provoca una lesió a l'esquena que fa que quedi immobilitzat. Just en aquell moment arriba el comissari Hu amb la intenció de parlar amb el Shifu. El Guerrer del Drac es fa passar pel seu mestre i quan el comissari ho descobreix amenaça de tancar el Palau de Jade. |                                                                           |                               |                |                        |                            |
| 32 | «El desconegut de mitjanit» «The Midnight Stranger»                       | Juan Meza-Leon                | Doug Langdale  | 20 de gener de 2013    | 3 de maig de 2017          |
| El cap de policia Hu declara il·legal el kung fu a la Vall de la Pau. El Po es disfressa d'Estrany de mitjanit, un heroi llegendari, per lluitar contra el crim i impedeix que uns lladres robin a una velleta. El Guerrer del Drac es deixa dur pel personatge i acaba convertint-se en pròfug. El Shifu demana al Po que l'acompanyi al cementiri del poble i allà el Guerrer del Drac diu que ha vist uns fantasmes. El Shifu es pensa que el Po li pren el pèl, fins que els fantasmes converteixen el gran mestre en un d'ells. El Po es veu obligat a superar la por que li fan els fantasmes per intentar salvar el Shifu abans no es torni un mort vivent per sempre més. |                                                                           |                               |                |                        |                            |
| 33 | «El Po i els fantasmes» «The Po Who Cried Ghost»                          | Michael Mullen                | Gene Grillo    | 27 d'octubre de 2012   | 4 de maig de 2017          |
| El Shifu demana al Po que l'acompanyi al cementiri del poble i allà el Guerrer del Drac diu que ha vist uns fantasmes. El Shifu es pensa que el Po li pren el pèl, fins que els fantasmes converteixen el gran mestre en un d'ells. El Po es veu obligat a superar la por que li fan els fantasmes per intentar salvar el Shifu abans no es torni un mort vivent per sempre més. |                                                                           |                               |                |                        |                            |
| 34 | «La ruptura» «The Break Up»                                               | Lane Lueras                   | Katie Mattila  | 25 de juny de 2013     | 4 de maig de 2017          |
| El Shifu demana al Po que l'acompanyi al cementiri del poble i allà el Guerrer del Drac diu que ha vist uns fantasmes. El Shifu es pensa que el Po li pren el pèl, fins que els fantasmes converteixen el gran mestre en un d'ells. El Po es veu obligat a superar la por que li fan els fantasmes per intentar salvar el Shifu abans no es torni un mort vivent per sempre més. |                                                                           |                               |                |                        |                            |
| 35 | «Les sabates màgiques» «Kung Shoes»                                       | Lane Lueras                   | Doug Langdale  | 3 de novembre de 2012  | 5 de maig de 2017          |
| El Po està fart d'entrenar-se i el Shifu li diu que si supera la prova de les Tres Agulles es convertirà en Fènix Celestial i no li caldrà entrenar-se mai més. El Guerrer del Drac compra unes sabates encantades que multipliquen per mil les seves habilitats pel kung fu. Per desgràcia pel Po, les sabates màgiques són malvades i no triguen a posar-lo a ell i a tots els del Palau de Jade en perill. |                                                                           |                               |                |                        |                            |
| 36 | «La llegenda del Qilin» «Qilin Time»                                      | Juan Meza-Leon                | Paul Rugg      | 20 de juny de 2013     | 5 de maig de 2017          |
| Els clients del restaurant del senyor Ping se'n burlen d'ell perquè diu que existeix el Qilin, un ésser mitològic que tothom considera pura llegenda. Per demostrar que no està boig i que té raó, el senyor Ping decideix sortir a buscar el Qilin acompanyat del seu fill, el Guerrer del Drac. |                                                                           |                               |                |                        |                            |
| 37 | «Una història de la Tigressa» «A Tigress Tale»                            | Juan Meza-Leon i Gabe Swarr   | Paul Rugg      | 23 de gener de 2013    | 8 de maig de 2017          |
| Al Palau de Jade reben la visita de la mestra Mugan, del Palau Granat, que necessita un nou mestre de kung fu. Els explica que el càrrec demana molta disciplina i una voluntat de ferro. La Tigressa s'hi presenta voluntària. Perdran els Cinc Furiosos un dels seus membres? O potser el Guerrer del Drac acabarà convencent la Tigressa perquè torni amb ells? |                                                                           |                               |                |                        |                            |
| 38 | «El mestre i el panda» «Master and the Panda»                             | Michael Mullen                | Gene Grillo    | 24 de novembre de 2012 | 8 de maig de 2017          |
| El Peng, un amic dels Cinc Furiosos, torna a la Vall de la Pau perquè vol parlar amb el Po. Tothom se n'alegra... excepte el Guerrer del Drac. El que no sap ningú és que el Peng és en realitat nebot del Tai Lung, un antic mestre de kung fu. El Po ha de reconèixer al Peng que es va carregar el seu oncle. |                                                                           |                               |                |                        |                            |
| 39 | «Un regal d'upa» «Present Tense»                                          | Michael Mullen                | Doug Langdale  | 8 de desembre de 2012  | 9 de maig de 2017          |
| Arriba la Festa del Solstici d'Hivern a la Vall de la Pau i el Po no té prou diners per comprar al seu pare el regal que es mereix. Disposat a fer-lo content, decideix convertir-se en caçador de recompenses per capturar un perillós convicte que s'ha escapat de la presó de Chor Gom i pel qual ofereixen una elevada recompensa. |                                                                           |                               |                |                        |                            |
| 40 | «Enemics de l'ànima» «Bosom Enemies»                                      | Lane Lueras                   | Gene Grillo    | 26 de setembre de 2012 | 10 de maig de 2017         |
| El Po humilia el Taotie i el deixa en ridícul davant de tot el poble un cop més. El Bian Zao, el fill del malvat inventor, explica al Po que el seu pare ha tingut un atac de nervis i pateix una greu depressió. El Guerrer del Drac decideix ajudar el Taotie a curar-se i intenta convèncer-lo perquè deixi de ser dolent. |                                                                           |                               |                |                        |                            |
| 41 | «Un maldecap reial» «Royal Pain»                                          | Lane Lueras                   | Gene Grillo    | 26 de setembre de 2012 | 9 de maig de 2017          |
| Al Palau de Jade fan un campament de kung fu. Inesperadament els arriba un convidat especial, un membre de la reialesa: el Lu Kang. El Lu és net de l'emperador, un noi encantador, però molt pocatraça. Sa Altesa desafiarà les capacitats d'instructor del Po que, a més, l'haurà de protegir de les malvades intencions d'un traïdor. |                                                                           |                               |                |                        |                            |
| 42 | «L'admiradora secreta» «Secret Admirer»                                   | Gabe Swarr i Aaron Hammersley | Kartie Mattila | 19 de juny de 2013     | 10 de maig de 2017         |
| Després de salvar la Ming, la filla del comissari Woo, el Mico se n'enamora. Fart que el Mico li faci bromes i se'n rigui d'ell, el Po decideix escriure una carta d'amor falsa per burlar-se del Mico, però li surt el tret per la culata i la relació entre els dos amics queda a la corda fluixa. |                                                                           |                               |                |                        |                            |
| 43 | «Només amb invitació» «Invitation Only»                                   | Michael Mullen                | Paul Rugg      | 28 de gener de 2013    | 11 de maig de 2017         |
| El cap de policia Hu celebra un banquet en honor d'un alt càrrec de la província. Hi convida els Cinc Furiosos i el Shifu, però no el Po, perquè no sap comportar-se a taula. Podrà el Shifu ensenyar al Guerrer del Drac a menjar correctament? I serà capaç d'aturar l'atac del malvat Temutai i el seu exèrcit de búfals? |                                                                           |                               |                |                        |                            |
| 44 | «L'ex del Shifu» «Shifu's Ex»                                             | Aaron Hammersley              | Gene Grillo    | 24 de juny de 2013     | 11 de maig de 2017         |
| La Mei Ling, una antiga nòvia del Shifu, fa una visita al Palau de Jade. El Shifu no vol saber res d'ella, però finalment deixa que s'hi quedi uns dies. La Mei Ling vol aprofitar la seva estada al palau per dur a terme un pla secret. Mentrestant, el Po intenta que el Shifu i la seva exnòvia tornin a estar junts. |                                                                           |                               |                |                        |                            |
| 45 | «La venjança del drac (1a part)» «Enter the Dragon (part 1)»              | Aaron Hammersley              | Scott Kreamer  | 12 de novembre de 2012 | 12 de maig de 2017         |
| El Ke-Pa, un drac sobrenatural que ha tornat a la Vall de la Pau en morir el Presseguer Sagrat de la Saviesa Celestial, busca el portador del txi de l'heroi per alliberar els seus germans dimonis, dominar la vall i conquerir el món. El Shifu ha expulsat el Po del poble, però el Guerrer del Drac, desobeint el seu mestre, torna al Palau de Jade per donar un cop de mà als Cinc Furiosos i lluitar contra el drac. |                                                                           |                               |                |                        |                            |
| 46 | «La venjança del drac (2a part)» «Enter the Dragon (part 2)»              | Michael Muller                | Peter Hastings | 12 de novembre de 2017 | 12 de maig de 2017         |
| El Po, el Shifu i els Cinc Furiosos s'han d'enfrontar a l'enemic més poderós amb què han topat mai: el Ke-Pa. Aquest ésser sobrenatural va poder fugir quan l'Oogway va aconseguir tornar els dimonis a l'inframón. I ara que el Presseguer Sagrat de la Saviesa Celestial s'està morint, el Ke-Pa torna convertit en drac per apoderar-se del Palau de Jade i conquerir el món. |                                                                           |                               |                |                        |                            |
| 47 | «Atureu el missatger» «Shoot the Messenger»                               | Lane Lueras                   | Kevin Campbell | 22 de gener de 2013    | 15 de maig de 2017         |
| El Shifu espera que arribi al Palau de Jade un missatger que li ha de portar un pergamí amb un tractat de pau que, si no convenç els dos bàndols implicats, podria abocar la Xina a una guerra de mil anys. Per culpa d'un malentès, el Shifu no rep el missatge i el Po i la Tigressa han de buscar el missatger i impedir que entregui el pergamí al seu destinatari final. |                                                                           |                               |                |                        |                            |
| 48 | «La mare em va dir que no fes Kung Fu» «Mama Told Me Not to Kung Fu»      | Lane Lueras                   | Doug Langdale  | 18 de juny de 2013     | 15 de maig de 2017         |
| La Yan Fan, la mare de la Grua, va a veure el seu fill al Palau de Jade. La Grua diu al Shifu que vol abandonar els Cinc Furiosos i se'n va sense donar-ne cap explicació. El Po segueix el seu company, que li acaba confessant que la seva mare detesta el kung fu i que ell li havia dit que no hi tindria mai res a veure. La Grua demana al Guerrer del Drac i als seus altres companys que l'ajudin a impedir que la seva mare descobreixi el seu secret. |                                                                           |                               |                |                        |                            |
| 49 | «Enorme!» «Huge»                                                          | Aaron Hammersley              | Gene Grillo    | 21 de juny de 2013     | 16 de maig de 2017         |
| El Pregadeu, fart de les limitacions que li imposa tenir un cos tan petit, va al mercat de Moshu acompanyat del Guerrer del Drac i compra una poció de màgia negra per fer-se més gros. Al principi està contentíssim amb els resultats, però aviat les seves noves dimensions posen en perill els seus amics i de retruc tota la Vall de la Pau. |                                                                           |                               |                |                        |                            |
| 50 | «El museu secret del Kung Fu» «The Secret Museum of Kung Fu»              | Michael Mullen                | Doug Langdale  | 25 de gener de 2013    | 16 de maig de 2017         |
| El Po i els Cinc Furiosos no paren de discutir i de barallar-se els uns amb els altres. Per rebaixar la tensió, el mestre Shifu els proposa fer un viatge: visitaran el Museu Secret del Kung Fu, on es guarden armes i objectes valuosos relacionats amb aquesta art marcial. El que havia de ser un viatge tranquil s'acaba convertint en un autèntic malson. |                                                                           |                               |                |                        |                            |
| 51 | «Terror Cota» «Terror Cotta»                                              | Michael Mullen                | Doug Langdale  | 15 de gener de 2013    | 17 de maig de 2017         |
| El Fung, el bandit cocodril, torna a casa el seu pare fart de patir un fracàs rere l'altre en la seva carrera com a lladre. Allà troba un pergamí amb instruccions per donar vida als guerrers de terracota i amb l'ajuda del seu pare crea un petit exèrcit de guerrers gegants. El Po se les haurà d'empescar per aturar les monstruoses figures de fang. |                                                                           |                               |                |                        |                            |
| 52 | «Les esferes psíquiques del Mestre Ping» «The Spirit Orbs of Master Ding» | Lane Lueras                   | Tom Sheppard   | 16 de gener de 2013    | 17 de maig de 2017         |
| La Tigressa està gelosa de les habilitats del Po i, sense voler-ho, deixar anar les esferes psíquiques, unes boles de meditació úniques que tornen al seu antic propietari, el mestre Ding. Amb el poder de les esferes, aquest malvat mestre vol esclavitzar la Vall de la Pau. El Guerrer del Drac i la Tigressa intentaran impedir-ho. |                                                                           |                               |                |                        |                            |

### Temporada 3
| Núm. | Títol                                                         | Dirigit per                        | Escrit per                    | Data d'estrena       | Data d'estrena a Catalunya |
| --- | ------------------------------------------------------------- | ---------------------------------- | ----------------------------- | -------------------- | -------------------------- |
| 53 | «Amb cinc ja n'hi ha prou» «Five is Enough»                   | Aaron Hammersley                   | Gene Grillo                   | 17 de juny de 2013   | 18 de maig de 2017         |
| El mestre Chao visita la Vall de la Pau per fer de jutge en un torneig de kung fu que ha d'enfrontar els mestres dels Palau de Jade i els del Temple de l'Ònix. El Shifu està convençut que el Po i el mestre Chao pensen que és massa vell i que li ha arribat l'hora de jubilar-se. El Pai Mei, un antic enemic del Shifu, arriba en ple torneig amb la intenció d'eliminar el Shifu.                               |                                                               |                                    |                               |                      |                            |
| 54 | «Mil vint preguntes» «A Thousand and Twenty Questions»        | Lane Lueras                        | Brandon Sawyer                | 28 de juny de 2013   | 18 de maig de 2017         |
| El mestre Yao torna al Palau de Jade i anuncia que oferirà a la Vall de la Pau una jornada d'intercanvi de curiositats i saviesa. La jornada durarà des que surti el sol fins que es pongui i qualsevol que presenti al mestre Yao una curiositat, una nova experiència per la vista, l'oïda, l'olfacte o el gust, podrà fer-li una pregunta que ell respondrà amb la seva immensa saviesa.                           |                                                               |                                    |                               |                      |                            |
| 55 | «La novia del Po» «Bride of Po»                               | Michael Mullen                     | Tom Sheppard i Juan Meza-Leon | 14 de febrer de 2013 | 19 de maig de 2017         |
| El Po és un simpàtic panda que l'han nomenat Guerrer del Drac. A més, té el càrrec de Guardià de la Vall de la Pau i sempre està alerta i amb fa de justícia... i de farcellets! Al costat dels Cinc Furiosos, la Tigressa, el Mico, el Pregadeu, l'Escurçó i el Grua, i amb l'ajuda del mestre Shifu, el Po haurà de protegir la Vall de dolents com els cocodrils bandits i el Taotie.                              |                                                               |                                    |                               |                      |                            |
| 56 | «El poder de la ment» «Mind Over Manners»                     | Aaron Hammersley                   | Kevin Campbell                | 27 de juny de 2013   | 19 de maig de 2017         |
| El Tong Fo roba el Safir de Gan Xiang, una pedra preciosa tan pura que si rep l'impacte d'un llamp infon al seu propietari el poder de llegir el pensament. El malvat Tong Fo ho té tot preparat per beneficiar-se de l'efecte del safir, però per accident el llamp cau sobre el Guerrer del Drac. Ara el Po sent el que pensen els altres.                                                                          |                                                               |                                    |                               |                      |                            |
| 57 | «La guerra dels fideus» «War of the Noodles»                  | Lane Lueras                        | Doug Langdale                 | 25 de juny de 2013   | 22 de maig de 2017         |
| Gràcies al Po, el Hundun, el rinoceront a qui el Guerrer del Drac va trencar la banya, aconsegueix obrir un restaurant al poble. El senyor Ping, el pare del Po, no creu que el Hundun hagi redreçat la vida i vagi pel bon camí. En el fons té por que l'èxit del rinoceront l'obligui a tancar el negoci. |                                                               |                                    |                               |                      |                            |
| 58 | «La fúria del llagostí» «The Way of the Prawn»                | Michael Mullen                     | Gene Grillo                   | 1 de juliol de 2013  | 22 de maig de 2017         |
| El Kira, un ronin procedent del Japó, assalta la comitiva que du l'or de la nòmina imperial. El Shifu avisa el Yijiro, un noble samurai japonès vell conegut del Kira, qui els explica que el malvat ronin recull diners per crear un exèrcit propi i conquerir la Xina. El Po i els Cinc Furiosos miraran d'ajudar el Yijiro a aturar el Kira.                                                                       |                                                               |                                    |                               |                      |                            |
| 59 | «Vot de silenci» «Mouth Off»                                  | Aaron Hammersley                   | Doug Langdale                 | 2 de juliol 2013     | 23 de maig de 2017         |
| El Shifu li proposa al Po que faci vot de silenci per millorar la seva concentració i per poder aprendre així el Toc de la Lluna de Seda, una tècnica de kung fu de resultats extraordinaris. Però el pla del mestre Shifu surt malament quan el Guerrer del Drac provoca un conflicte armat amb el Temutai, el rei guerrer de Qidan, per tenir la boca tancada.                                                      |                                                               |                                    |                               |                      |                            |
| 60 | «La fiblada de la serp» «Serpent's Tooth»                     | Lane Lueras                        | Gene Grillo                   | 3 de juliol de 2013  | 23 de maig de 2017         |
| El Fu-xi és una cobra que havia estat un gran heroi, però després es va convertir en un renegat i va jurar que es venjaria dels seus opressors bípedes. Ara es disposa a atacar la Vall de la Pau. Pel poble s'escampa un sentiment contrari a les serps i l'Escurçó es debat entre ajudar els Cinc Furiosos a aturar el Fu-xi o fer costat a la malvada cobra.                                                       |                                                               |                                    |                               |                      |                            |
| 61 | «El padrí» «The Goosefather»                                  | Michael Mullen                     | Katie Mattila                 | 11 de gener de 2014  | 24 de maig de 2017         |
| Als lladres de la Vall de la Pau els encanta la nova sopa especial del senyor Ping, i el Po fa un tracte amb tots ells: si prometen que no tornaran a robar, podran menjar cada dia la sopa del seu pare. A poc a poc, el restaurant del senyor Ping es converteix en un cau de lladres i ell, en un autèntic cap de la màfia.                                                                                        |                                                               |                                    |                               |                      |                            |
| 62 | «El Po i els pispes» «Po Picks a Pocket»                      | Lane Lueras                        | Gene Grillo                   | 26 de gener de 2014  | 24 de maig de 2017         |
| El Po es fa amic d'una colla d'orfes joves i adorables, que resulta que també pispen diners i objectes de valor als habitants de la Vall de la Pau. Serà capaç el Guerrer del Drac de dur els nens pel bon camí o continuaran sota les urpes del seu malvat cap? |                                                               |                                    |                               |                      |                            |
| 63 | «Els nous cinc furiosos» «Croc You Like A Hurricane»          | Aaron Hammersley                   | Doug Langdale                 | 2 de febrer de 2014  | 25 de maig de 2017         |
| Fart que el Po faci el gandul i no pari de queixar-se, el Shifu encomana al Guerrer del Drac l'entrenament dels Cinc Furiosos. La situació es complica quan els bandits cocodrils reben classes de kung fu d'un mestre misteriós i s'acaben convertint en els nous herois de la Vall de la Pau. |                                                               |                                    |                               |                      |                            |
| 64 | «El nou emperador (1ª part)» «Emperor's Rule»                 | Michael Mullen                     | Doug Langdale                 | 29 de juny de 2016   | 25 de maig de 2017         |
| El Lu Kang torna a la Vall de la Pau convertit en emperador i decideix nomenar el Po, cap de seguretat imperial. Però un dels membres del seguici imperial és en realitat una bruixa que pot controlar mentalment la voluntat dels altres i té la intenció d'eliminar el Lu Kang i dominar tota la Xina. El Guerrer del Drac aconsegueix fugir amb l'emperador i ha de demanar ajuda a uns aliats inesperats.         |                                                               |                                    |                               |                      |                            |
| 65 | «El nou emperador (2ª part)» «Emperor's Rule»                 | Aaron Hammersley                   | Gene Grillo                   | 29 de juny de 2016   | 26 de maig de 2017         |
| L'emperador Lu Kang nomena el Po, cap de seguretat imperial. La Pangbing, una bruixa que acompanya l'emperador, trama un complot per controlar mentalment la voluntat de tota la Xina. El Guerrer del Drac ha de demanar ajuda a una colla de malvats que ell mateix havia enviat a la presó per dur el Lu Kang a la capital abans no comenci l'eclipsi i evitar que la Pangbing incrementi els seus poders mentals.  |                                                               |                                    |                               |                      |                            |
| 66 | «El club del Kung Fu» «Kung Fu Club»                          | Lane Lueras                        | Gene Grillo                   | 16 de febrer de 2014 | 26 de maig de 2017         |
| El Peng, l'antic amic del Po, i la Lian, la seva nòvia, han obert un club clandestí de kung fu per difondre aquesta art marcial entre la gent normal i corrent perquè pugui defensar-se dels malvats. El Shifu ordena al Guerrer del Drac que tanqui el club, però el panda desobeeix el seu mestre i en comptes de tancar-lo, se'n fa membre.                                                                        |                                                               |                                    |                               |                      |                            |
| 67 | «El joc de la fam» «The Hunger Game»                          | Michael Mullen                     | John P. McCann                | 23 de febrer de 2014 | 29 de maig de 2017         |
| El Po i els Cinc Furiosos han de posar fi a la fam que castiga la Vall de la Pau enxampant una banda de rates que roben el menjar. Però la debilitat que el Guerrer del Drac té pel menjar podria portar-li problemes amb els seus amics i amb els habitants del poble que pretén ajudar. |                                                               |                                    |                               |                      |                            |
| 68 | «Les llavors del temps» «A Stitch in Time»                    | Aaron Hammersley i Luther Mclaurin | Doug Langdale                 | 2 de març de 2014    | 29 de maig de 2017         |
| El Po troba per casualitat unes llavors de l'arbre Shuyong. Són unes llavors màgiques que fan que puguis retrocedir en el temps. El Shifu mana al Guerrer del Drac que les destrueixi, però el panda no li fa cas. La malvada Fenghuang roba una de les llavors, la planta i menja el fruit de l'arbre que en surt. El fruit li dona el poder de dominar el temps a voluntat.                                         |                                                               |                                    |                               |                      |                            |
| 69 | «L'acord etern» «Eternal Chord»                               | Lane Lueras                        | Gene Grillo                   | 8 de juny de 2014    | 30 de maig de 2017         |
| El txi del Po està desequilibrat i el mestre Shifu i el savi mestre Lun intenten que el Guerrer del Drac recuperi l'harmonia recorrent a l'antiga tradició del kung fu musical. Val més que s'afanyin, perquè només el panda pot aturar els malvats Yaoguai, dos bessons que pretenen destruir l'Acord Etern i provocar així la fi de l'univers.                                                                      |                                                               |                                    |                               |                      |                            |
| 70 | «Apocalipsi Yao» «Apocalypse Yao»                             | Michael Mullen                     | Doug Langdale                 | 15 de juny de 2014   | 30 de maig de 2017         |
| El Taotie i el seu fill Bian Zao han robat al mestre Yao els cinc secrets místics del kung fu: el Cor de Ferro, l'Aplaudiment de la Immobilitat, la Tempesta de Jian Tian, el Cop Iangtsé al ronyó i les Ales de Llum. El Taotie vol vendre els cinc secrets al millor postor entre una colla de malvats. El Guerrer del Drac ha d'ajudar el mestre Yao a recuperar-los.                                              |                                                               |                                    |                               |                      |                            |
| 71 | «Una bogeria que es diu amor» «Crazy Little Ling Called Love» | Aaron Hammersley I Luther McLaurin | Doug Langdale                 | 9 de febrer de 2014  | 31 de maig de 2017         |
| La Mei Ling, l'antiga nòvia del Shifu, torna a la Vall de la Pau i el Shifu reprèn la relació que tenia amb ella. El mestre de kung fu explica al Po que vol retirar-se i deixar el Palau de Jade per viure amb la Mei Ling. Abans, però, han de dur al Museu Imperial la valuosa Corona del Cel. El Guerrer del Drac desconfia de la sobtada aparició de la Mei Ling.                                                |                                                               |                                    |                               |                      |                            |
| 72 | «L'autèntic Guerrer del Drac» «The Real Dragon Warrior»       | Lane Lueras                        | Allan Rice                    | 22 de juny de 2014   | 31 de maig de 2017         |
| El Po i el Mico arriben a un poblet i hi troben el Mestre Cheng, un impostor que fa classes de kung fu als habitants del poble i es fa passar pel Guerrer del Drac. El Po està decidit a desemmascarar el Cheng, però podria ser pitjor el remei que la malaltia. |                                                               |                                    |                               |                      |                            |
| 73 | «Els primers cinc» «The First Five»                           | Michael Mullen                     | Gene Grillo                   | 8 de juny de 2016    | 1 de juny de 2017          |
| El Po li organitza una festa al Shifu i hi convida els Primers Cinc Furiosos. Els antics companys del mestre del Palau de Jade s'hi presenten disposats a demanar-li que els ajudi a trobar la poderosa espasa de Xi'an per garantir així la pau a tot el país. Per sorpresa de tothom, el Shifu es nega a acompanyar-los.                                                                                            |                                                               |                                    |                               |                      |                            |
| 74 | «La revolta del jovent» «Youth in Re-Volt»                    | Aaron Hammersley                   | Doug Langdale                 | 15 de febrer de 2016 | 1 de juny de 2017          |
| El Bian Zao, que havia robat el poder màgic de fer llamps, està fart de fer el que li mana el seu pare, el Taotie, i decideix unir-se a la banda del malvat Tong Fo i els seus cocodrils. Aconseguiran el Po i el Taotie que el Bian Zao entri en raó abans de fer servir el seu poder per destruir el Palau de Jade?                                                                                                 |                                                               |                                    |                               |                      |                            |
| 75 | «Quin corcó!» «See No Weevil»                                 | Lane Lueras                        | Gene Grillo                   | 15 de juny de 2016   | 2 de juny de 2017          |
| El Bian Zao, que havia robat el poder màgic de fer llamps, està fart de fer el que li mana el seu pare, el Taotie, i decideix unir-se a la banda del malvat Tong Fo i els seus cocodrils. Aconseguiran el Po i el Taotie que el Bian Zao entri en raó abans de fer servir el seu poder per destruir el Palau de Jade?                                                                                                 |                                                               |                                    |                               |                      |                            |
| 76 | «Sempre han tingut bec, les oques» «Goose Chase»              | Michael Mullen                     | Doug Langdale                 | 19 de febrer de 2016 | 2 de juny de 2017          |
| El Bian Zao, que havia robat el poder màgic de fer llamps, està fart de fer el que li mana el seu pare, el Taotie, i decideix unir-se a la banda del malvat Tong Fo i els seus cocodrils. Aconseguiran el Po i el Taotie que el Bian Zao entri en raó abans de fer servir el seu poder per destruir el Palau de Jade?                                                                                                 |                                                               |                                    |                               |                      |                            |
| 77 | «El rostre de la por» «Face Full of Fear»                     | Aaron Hammersley                   | Allan Rice                    | 22 de juny de 2016   | 5 de juny de 2017          |
| Al poble arriba el Pan Feng, un antic company del Po que de petit es ficava amb ell i el deixava en ridícul davant dels altres nens. El Guerrer del Drac ha d'aprendre a superar la por que li té o podria perdre la confiança en ell mateix i podria posar en perill la relació amb el seus amics. |                                                               |                                    |                               |                      |                            |
| 78 | «Ignorants i furiosos» «Forsaken and Furious»                 | Lane Lueras                        | Gene Grillo                   | 16 de febrer de 2016 | 5 de juny de 2017          |
| Farts que el Shifu atorgui al Po tot el mèrit dels seus èxits, els Cinc Furiosos se'n van del Palau de Jade disposats a no tornar-hi més. Mentrestant, el malvat Junjie, amb l'ajuda del Hundun, enllesteix el seu pla per acabar amb el Po i destruir el poble sencer. |                                                               |                                    |                               |                      |                            |
| 79 | «Càmping» «Camp Ping»                                         | Michael Mullen                     | Gene Grillo                   | 18 de febrer de 2016 | 6 de juny de 2017          |
| El Po es disposa a passar un cap de setmana de càmping amb el seu pare, però el Shifu té altres plans per ell. Finalment el Shifu s'apunta a la sortida amb el Guerrer del Drac i el senyor Ping. El mestre i el pare del Po es barallen per atreure l'atenció del Guerrer del Drac, però si no resolen les seves diferències, Kim l'Invencible, la nova amenaça de la Vall de la Pau, podria acabar destruint el Po. |                                                               |                                    |                               |                      |                            |
| 80 | «Po, el cocodril» «Po the Croc»                               | Aaron Hammersley                   | Doug Langdale                 | 17 de febrer de 2016 | 6 de juny de 2016          |
| El Po surt empipat del Palau de Jade perquè el Shifu li diu que no té fusta de líder. Quan intenta frustrar un segrest, el Guerrer del Drac rep un cop al cap que li provoca amnèsia. El Fung i els cocodrils bandits intenten aprofitar la situació i convencen el panda que és el cap de la seva banda. |                                                               |                                    |                               |                      |                            |